# Hôpital du Cinquantenaire
L'hôpital du Cinquantenaire est un établissement hospitalier situé dans la ville de Kinshasa, en république démocratique du Congo. Il est géré par le groupe indien Padiyath HealthCare depuis sa création.

## Histoire
Les travaux de construction d'un hôpital débutent en 1954, à l'époque de la colonisation belge. Cet hôpital a été inauguré le 22 mars 2014 en présence du président Joseph Kabila.

## Activités
Cet établissement est considéré comme étant l'hôpital le mieux équipé de la république démocratique du Congo, et de la région d'Afrique centrale.
Il dispose de services de :
- Ophtalmologie
- Gynécologie
- Orthopédie, arthroplastie, médecine sportive
- Neurologie et Neurochirurgie
- Gastro-entérologie
- Diabétologie